# Рейтинг качества городской среды
Рейтинг качества городской среды — метод расчета и сравнения качества городской среды обитания (проживания), который основан на сборе, описании и оценке количественных и качественных показателей. Количественными показателями являются ежегодные статистические данных по городам Российской Федерации, а качественными характеристиками — собственные характеристики субъекта оценки. Цель составления рейтинга — проведение комплексного, коллективного, публичного анализа городской среды обитания, сопоставление городских сред обитания между собой, оценка сильных и слабых стороны, подготовка данных для управленческого анализа и кадровых решений.
Создание рейтинга обусловлено:
— заданием Президента РФ сформулированного в пункте 1 Поручений Президента РФ № Пр-534 от 29 февраля 2012, выданного органам исполнительной власти по итогам совещания «О мерах по реализации жилищной политики» от 14 февраля 2012 г.
— заданием Председателя Правительства РФ сформулированным в пункте 4 перечня поручений Председателя Правительства РФ от 20 марта 2012 г. № ВП-П9-1581 «О разработке методики оценки качества городской среды проживания и проведения такой оценки в крупных городах России».
В целях исполнения поручений Президента РФ и Председателя Правительства РФ проводилась коллективная работа Министерством регионального развития РФ, Российским союзом инженеров, Федеральным агентством по строительству и жилищно-коммунальному хозяйству, Федеральной службой по надзору в сфере защиты прав потребителей и благополучия человека, а также Московским государственным университетом им. М. В. Ломоносова.

## Теоретическая значимость рейтинга
- Для создания рейтинга обобщена мировая практика региональных исследований и построения рейтингов городов;
- Разработан новый методологический аппарат, основанный на статистическом, математическом и квалиметрическом анализе;
- Рейтинг представляет собой комплексную работу по сбору и систематизации и анализу количественных и качественных данных, верификации полученных результатов на достоверность;

## Практическая значимость рейтинга
- Создан инструмент обеспечения объективной комплексной оценки муниципальных образований Российской Федерации по критериям, определяющим уровень развития значимых сфер жизнедеятельности города;
- Создан инструмент определения конкурентных преимуществ и деструктивных факторов в развитии муниципальных образований;
- Подготовлен инструмент определения полюсов роста на территории страны — с точки зрения условий, благоприятных для жизни населения, ведения бизнеса, инвестиций в недвижимость и т.д;
- Сформирован механизм интегральной системы мониторинга социально-экономических показателей городов, который делает возможным их сопоставление, а также проведение аналитических исследований по выявлению тенденций социально-экономического развития;
- Подготовлен индикатор своевременного принятия решений по усилению конкурентных преимуществ и снижению негативных факторов будущего развитии, а также нивелирования диспропорций в хозяйственном комплексе муниципальных образований по ряду социально-экономических факторов;

## Методология расчета
Методологической основой оценки качества городской среды проживания (обитания) стала методика, созданная Российским союзом инженеров при формировании Генерального рейтинга привлекательности Российских городов.
В качестве ключевого метода расчета свойства привлекательности городов, используется методика оценки качества, заимствованная из квалиметрии, где разработано несколько подходов к количественной оценке качества.
Использованный в работе метод базируется на следующих принципах:
1. привлекательность представляет собой совокупность только тех свойств присущих объекту, которые связаны с достижением с их помощью результата (но не с понесенными при этом затратами) и которые проявляются в процессе хозяйствования объекта в соответствии с его назначением;
2. некоторые сложные и любые простые свойства могут быть измерены с помощью абсолютного показателя свойства. Полученные значения показателя выражаются в специфических для каждого свойства количественных единицах. Для измерений могут использоваться метрологические, экспертные, аналитические методы;
3. все свойства, формирующие качество, образуют иерархическую структуру в виде дерева свойств. Низший ярус этого дерева (корень дерева) представляет самое сложное свойство — качество объекта, а ветви высшего яруса представляют простые и квазипростые свойства;

Для сопоставления различных свойств, измеряемых в разных по диапазону и размерности шкалах, используется относительный безразмерный показатель, отражающий степень приближения абсолютного показателя свойства к максимальному и минимальному показателям.
Для сопоставления по относительной важности всех свойств, входящих в «дерево свойств», используются безразмерные коэффициенты весомости. Значения коэффициентов весомости определяются с привлечением разновидностей экспертного и аналитического методов. В данной работе используются оба приема. Для определения относительного веса использовался метод экспертного опроса 50 специалистов различных отраслей и сфер деятельности, различных социальных и профессиональных положений.
Группы показателей, образующие индексы, полностью удовлетворяют требованиям достаточности и независимости.
Оценка городов осуществлялась по следующим направлениям: демографические и социальные характеристики общества, развитие экономики городов, благосостояние граждан, инновационная и предпринимательская активность, доступность жилья, развитие жилищного сектора, состояние инженерных коммуникаций и транспортной инфраструктуры, развитие сектора социальных услуг, природно-экологическая ситуация.
В качестве источников для проведения оценки городов использовались данные статистического сборника «Регионы России. Основные социально-экономические показатели городов» Федеральной службы государственной статистики, электронной базы данных «Показатели муниципальных образований» ФСГС, официальные данные местных органов власти, информация, представленная на сайтах профильных министерств, ведомств, агентств, а также другие открытые источники информации.

## Развитие рейтинга и применение рейтинга
В мае 2013 г. рейтинг и методика оценки качества городской среды обитания (проживания) были одобрены Заместителем Председателя Правительства РФ Д. Козаком с указанием Министерству регионального развития РФ о проведении оценки качества городской среды проживания (обитания) на постоянной основе.
Прошу утвердить разработанную методику оценки качества городской среды проживания, результаты оценки направить органам исполнительной власти субъектов Российской Федерации и организовать проведение такой оценки на постоянной основе.Д. Козак
В будущем планируется увеличить количество городов, подлежащих анализу.